# Багримовичи
Багримовичи (бел. Багрымавічы) — деревня в Птичском сельсовете Петриковского района Гомельской области Беларуси.

## География

### Расположение
В 25 км на восток от Петрикова, 4 км от железнодорожной станции Птичь (на линии Лунинец — Калинковичи), 162 км от Гомеля.

### Гидрография
На реке Птичь (приток реки Припять), на юге — озёра Верхмач и Мужол.

## Транспортная сеть
Транспортные связи по просёлочной, затем автомобильной дороге Лунинец — Гомель. Планировка состоит из 2 улиц близкой к широтной ориентации, к которым присоединяются короткие улицы. На западе обособлено расположена улица, ориентированная с юго-запада на северо-восток. Застройка преимущественно односторонняя, деревянная, усадебного типа.

## История
По письменным источникам известна с XVI века как деревня в Мозырском повете Минского воеводства Великого княжества Литовского. На карте 1560 года деревенские земли отнесены к шляхетской собственности, центр Багримовичского староства. После 2-го раздела Речи Посполитой (1793 год) в составе Российской империи. Согласно переписи 1858 года центр казённого поместья. В 1885 году в Копаткевичской волости Мозырского уезда Минской губернии, работала церковь. Согласно переписи 1897 года действовали хлебозапасный магазин, пристань, трактир.
В 1930 году организован колхоз. Во время Великой Отечественной войны оккупанты сожгли 119 строений, убили 58 жителей. Тяжелое сражение в селе произошло 14 января 1944 года, при неудачной попытке советских войск закрепиться на правом берегу реки Птичь. После дня ожесточенных боев советские части отступили на левый берег, значительная часть местных жителей ушла вместе с ними. В ночь на 23 февраля была ещё одна неудачная попытка штурма. Окончательно освобождено без боя в июле 1944 года. В деревне находится братская могила советских солдат. В боях за деревню и окрестности погиб 81 советский солдат (похоронены в братской могиле на северной окраине). 45 жителей погибли на фронте. Согласно переписи 1959 года в составе колхоза «40 лет Октября» (центр — деревня Птичь). Работали сплавной участок, библиотека, фельдшерско-акушерский пункт, 2 магазина.

## Население

### Численность
- 2004 год — 83 хозяйства, 130 жителей.

### Динамика
- 1795 год — 19 дворов, 154 жителя.
- 1816 год — 22 двора.
- 1834 год — 141 житель.
- 1858 год — 29 дворов.
- 1885 год — 40 дворов, 298 жителей.
- 1897 год — 71 двор, 466 жителей (согласно переписи).
- 1908 год — 90 хозяйств, 692 жителя.
- 1921 год — 117 хозяйств, 698 жителей.
- 1959 год — 720 жителей (согласно переписи).
- 2004 год — 83 хозяйства, 130 жителей.